# Мерреллс, Саймон
Са́ймон Ме́рреллс (англ. Simon Merrells; род. 14 июля 1965, Эппинг, Эссекс) — английский актёр.

## Биография
Саймон Мерреллс родился 14 июля 1965 года в Эппинге, Эссекс, Англия. У него есть младший брат Джейсон (род. 1968), который также является актёром. Саймон учился в школе Сильвии Янг и драматическом колледже.
Дебютировал на телевидении в 1995 году, снимался преимущественно в телесериалах. Наиболее известен по ролям в сериалах «Спартак: Война проклятых», «Люди будущего» и «Доминион», а также фильме «Человек-волк».
В 2007 году вместе с братом сыграл в постановке «Комедия ошибок».

## Фильмография
| Год       |     | Русское название               | Оригинальное название                     | Роль                                      |
| --------- | --- | ------------------------------ | ----------------------------------------- | ----------------------------------------- |
| 1995—2007 | с   | Чисто английское убийство      | The Bill                                  | Джордж Госс / Барри Глаззард              |
| 1997      | с   | Новые приключения Робин Гуда   | The New Adventures of Robin Hood          | Барагон                                   |
| 2000      | ф   | Кратковременная одержимость    | Small Time Obsession                      | менеджер гонок                            |
| 2000—2001 | с   | Лондон горит                   | London's Burning                          | Григгс                                    |
| 2001      | с   | Катастрофа                     | Casualty                                  | Эд Джеймисон                              |
| 2001      | с   | Генрих VIII и его шесть жён    | The Six Wives of Henry VIII               | Фрэнсис Дирхэм                            |
| 2001      | с   | Команда мечты                  | Dream Team                                | Дэвид Спирс                               |
| 2002—2003 | с   | Мерси-Бит                      | Mersey Beat                               | Крис Трейнор                              |
| 2003      | с   | Биение сердца                  | Heartbeat                                 | Грег Мэттьюс                              |
| 2003—2011 | с   | Врачи                          | Doctors                                   | Ричард Симпсон / Том Дэвидсон / Колин Кей |
| 2004—2005 | с   | Дела семейные                  | Family Affairs                            | Конрад Уильямс                            |
| 2009      | ф   | Невидимые глаза                | Invisible Eyes                            | Дэн                                       |
| 2010      | ф   | Человек-волк                   | The Wolfman                               | Бен Тэлбот                                |
| 2010      | с   | Прах к праху                   | Ashes to Ashes                            | Дэвид Блонд                               |
| 2012      | с   | Шёлк                           | Silk                                      | Питер Крейвен                             |
| 2013      | с   | Спартак: Война проклятых       | Spartacus: War of the Damned              | Марк Лициний Красс                        |
| 2013      | ф   | Призрак Иуды                   | Judas Ghost                               | Марк Вега                                 |
| 2013—2014 | с   | Люди будущего                  | The Tomorrow People                       | Хью Батори «Основатель»                   |
| 2014      | с   | Мушкетёры                      | The Musketeers                            | Винсент                                   |
| 2014      | ф   | Индекс Зеро                    | Index Zero                                | Курт                                      |
| 2015      | кор | Прыжок                         | The Leap                                  | Джейкоб Райсс                             |
| 2015      | ф   | Восхождение Крэйсов            | The Rise of the Krays                     | Джек Спот                                 |
| 2015      | с   | Доминион                       | Dominion                                  | Джулиан                                   |
| 2015      | док | Флоренция и Уффици             | Firenze e gli Uffizi 3D/4K                | Лоренцо                                   |
| 2016      | ф   | Разборка                       | Take Down                                 | Джонатан Тилтон Скофилд                   |
| 2017—2019 | с   | Падение Ордена                 | Knightfall                                | Танкред де Отвилль                        |
| 2017—2018 | с   | Легенды завтрашнего дня        | Legends of Tomorrow                       | Юлий Цезарь                               |
| 2018      | с   | 12 обезьян                     | 12 Monkeys                                | Андрус                                    |
| 2019      | с   | Благие знамения                | Good Omens                                | курьер Лесли                              |
| 2022      | с   | Властелин колец: Кольца власти | The Lord of the Rings: The Rings of Power | Ревион                                    |
| 2023      | ф   | Миллион дней                   | A Million Days                            | Андерсон                                  |
| 2023      | с   | Зимний король                  | The Winter King                           | Гундлеус                                  |